# グレナダ (ミシシッピ州)
グレナダ（英: Grenada）は、アメリカ合衆国ミシシッピ州の北西部、グレナダ郡の都市であり、同郡の郡庁所在地である。2010年国勢調査での人口は13,092 人だった

## 歴史
グレナダの町は、この地域に昔からいたインディアンを強制移住させた後、ヨーロッパ系アメリカ人のフランクリン・プラマーが設立したピッツバーグの町と、同じくハイラム・ラネルズが設立したタラホーマの町を統合して1836年に形成された。この2つの町は現在のライン通りで分割されていた。町に店舗や企業ができ、郡庁舎や市場が開かれる日を支えた。郡の川沿いにあるプランテーションは換金作物として大部分が綿花を栽培した。

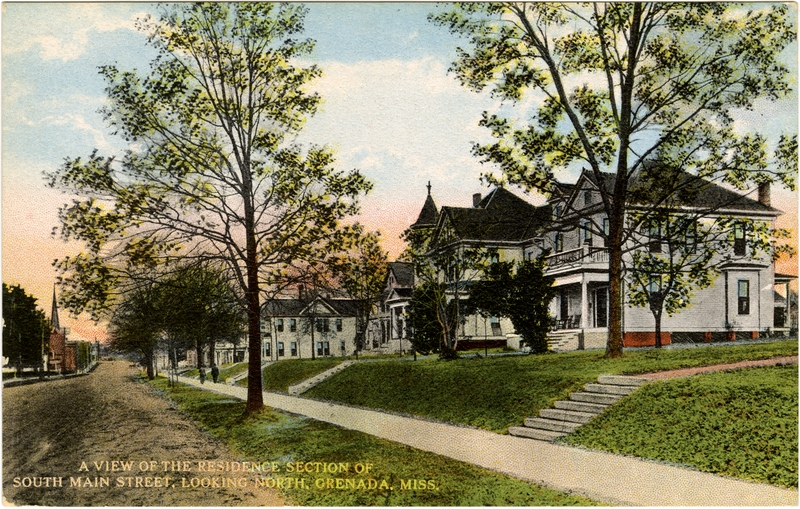
サウス・メインストリート

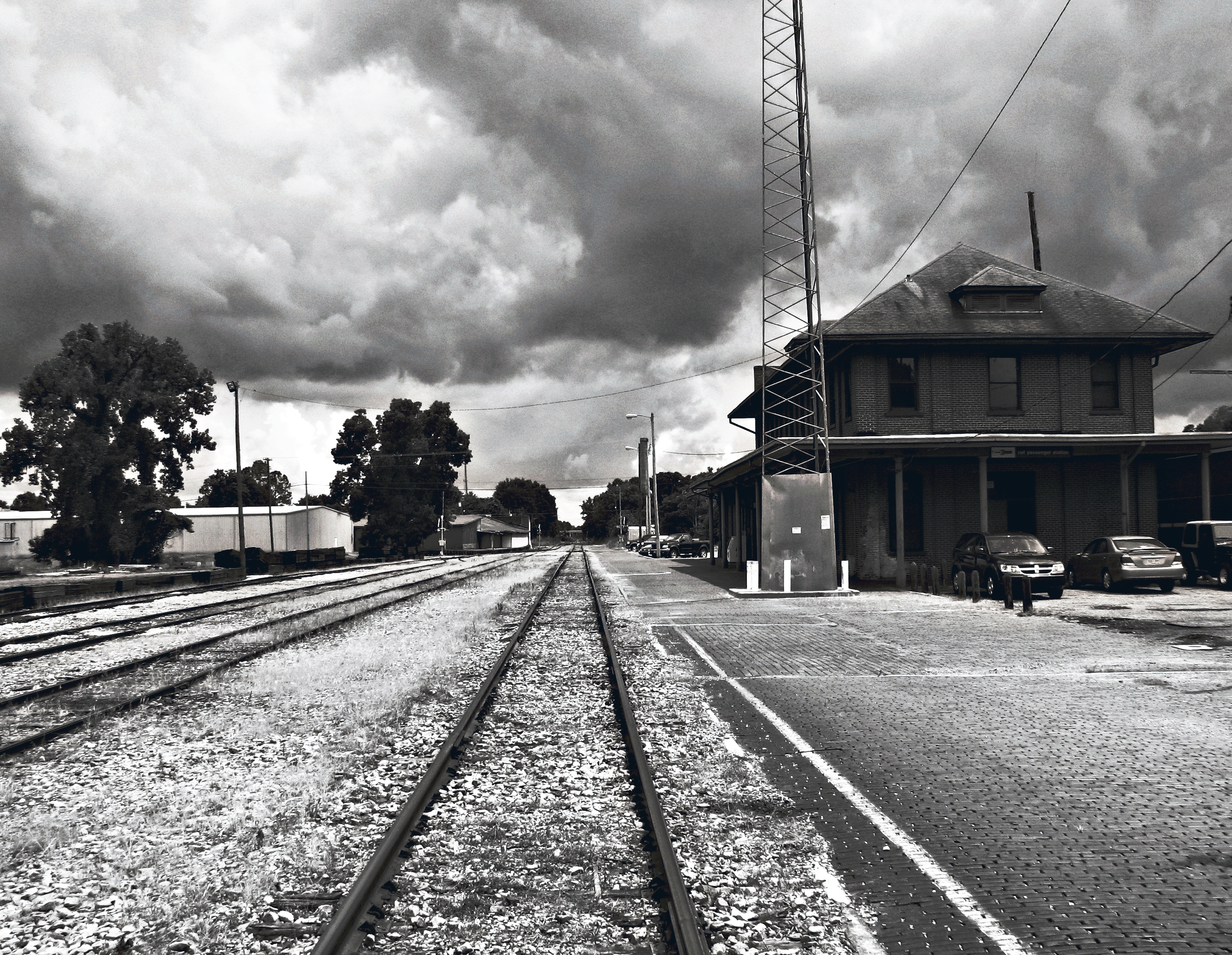
グレナダ鉄道駅

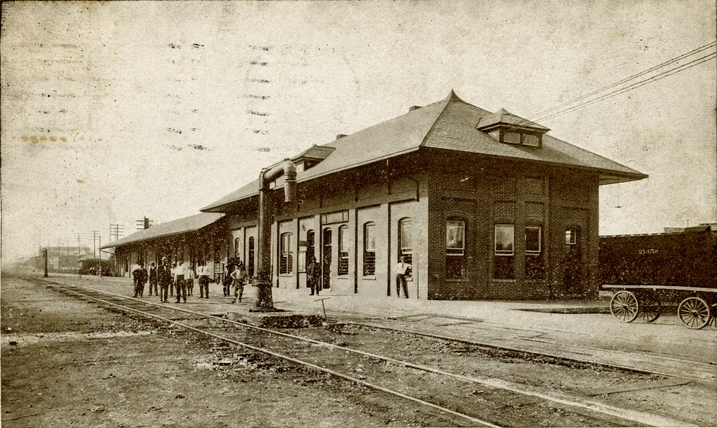
グレナダ駅、1910年頃

1862年12月、グレナダに宿営していた南軍の将軍アール・ヴァン・ドーンがその指揮下に3個旅団を率い、ホリースプリングスの北軍補給基地を破壊しようとした。ヴァン・ドーンはユリシーズ・グラント少将の北軍の動きを妨害することに成功した。
1851年、町民が若い女性の教育のためにヤロブシャ・バプテスト女学校を創設した。1882年、メソジスト教会が経営を肩代わりし、グレナダ・カレッジと改名した。このカレッジは20世紀にジュニアカレッジに分類され、世界恐慌の時には経営危機に直面した。メソジスト教会は1936年にこのカレッジを閉鎖し、その資産をジャクソンのミルサップス・カレッジに移した。
公民権運動の時代、連邦議会はアフリカ系アメリカ人の憲法で保障される権利を強制する法を成立させた。1966年、ジェームズ・メレディスの「マーチ・アゲインスト・フェア」（「恐怖に抗する行進」）がジャクソンに向かう途中でグレナダを通った。メレディスは前年に投票権法が成立したことに続いて、有権者登録を奨励しようと思った。町の役人は協調的であり、行進者を保護し、6人の黒人登録者を雇い、1,000人の黒人住民に有権者登録させた。しかし、行進が通り過ぎてしまうと、郡は登録者を解雇した。1,000人の新しい黒人有権者が公的な役割を得られることはなかったことが明かされた。マーティン・ルーサー・キング・ジュニアやディック・グレゴリーの入っていた行進者達はグレナダで1週間を使ってデモを行い、その後に移動して行った。
1966年と1967年、南部キリスト教指導者連盟がグレナダで公民権運動組織化プロジェクトを行い、少なくとも11か月間続いていた。彼らは有権者登録を行い、それまで人種差別されていた地元の企業やレストランでアフリカ系アメリカ人を雇用するという譲歩を得た。

## 地理
グレナダ市は北緯33度46分30秒 西経89度48分32秒 / 北緯33.77500度 西経89.80889度 (33.775080, -89.808768)に位置している。ヤロブシャ川の南岸にある。グレナダ湖は町から近い所にある。グレナダ湖は人工湖であり、アメリカ陸軍工兵司令部の監督下にある。
アメリカ合衆国国勢調査局に拠れば、市域全面積は30.0平方マイル (78 km2)であり、このうち陸地30.0平方マイル (78 km2)、水域は0.0平方マイル (0.0 km2)で水域率は0.03%である。

## 人口動態
以下は2000年国勢調査による人口統計データである。
| 基礎データ - 人口: 14,879 人 - 世帯数: 5,701 世帯 - 家族数: 3,870 家族 - 人口密度: 191.8人/km2（496.8 人/mi2） - 住居数: 6,210 軒 - 住居密度: 80.1軒/km2（207.3 軒/mi2） 人種別人口構成 - 白人: 49.28% - アフリカン・アメリカン: 49.34% - ネイティブ・アメリカン: 0.16% - アジア人: 0.50% - 太平洋諸島系: 0.02% - その他の人種: 0.12% - 混血: 0.56% - ヒスパニック・ラテン系: 0.70% 年齢別人口構成 - 18歳未満: 27.5% - 18-24歳: 9.4% - 25-44歳: 26.7% - 45-64歳: 20.5% - 65歳以上: 15.9% - 年齢の中央値: 35歳 - 性比（女性100人あたり男性の人口） - 総人口: 82.5 - 18歳以上: 76.5 | 世帯と家族（対世帯数） - 18歳未満の子供がいる: 33.4% - 結婚・同居している夫婦: 41.9% - 未婚・離婚・死別女性が世帯主: 22.2% - 非家族世帯: 32.1% - 単身世帯: 28.3% - 65歳以上の老人1人暮らし: 12.1% - 平均構成人数 - 世帯: 2.52人 - 家族: 3.10人 収入と家計 - 収入の中央値 - 世帯: 25,589米ドル - 家族: 31,316米ドル - 性別 - 男性: 27,946米ドル - 女性: 21,913米ドル - 人口1人あたり収入: 13,734米ドル - 貧困線以下 - 対人口: 23.6% - 対家族数: 20.3% - 18歳未満: 30.1% - 65歳以上: 27.3% |

## 著名な出身者

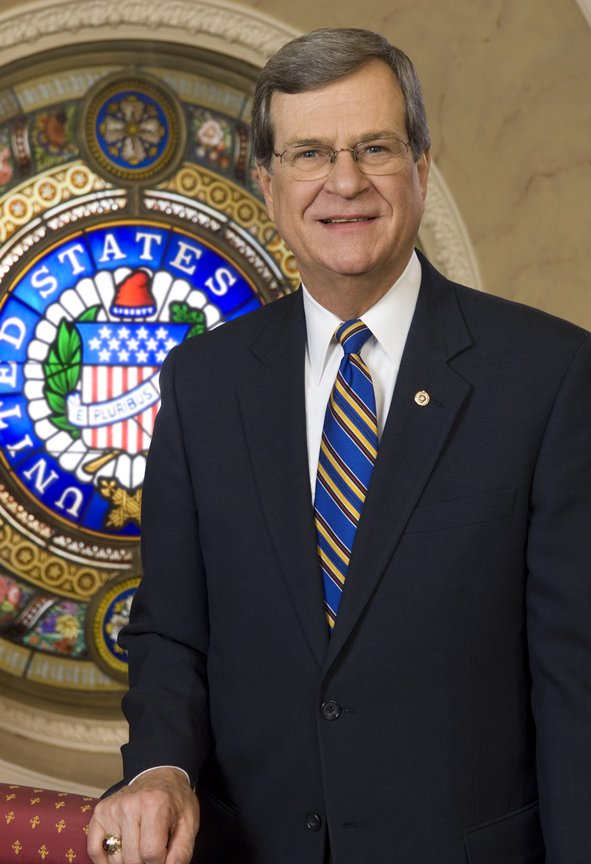
トレント・ロット

- ミシシッピ・ジョン・ハート、ブルース歌手、ギター奏者、グレナダで死んだ
- トレント・ロット、ミシシッピ州選出アメリカ合衆国上院議員、グレナダ生まれ
- マジック・サム、ブルース歌手、ギター奏者、グレナダ生まれ

## 教育
グレナダ市とグレナダ郡の公共教育はグレナダ教育学区が管轄している。私立のカーク・アカデミーは幼稚園生から12年生を教えており、グレナダ市内にある。